# Tre Valli Varesine 2002
La Tre Valli Varesine 2002, ottantaduesima edizione della corsa, si svolse il 20 agosto 2002 su un percorso di 190,6 km. La vittoria fu appannaggio dell'italiano Eddy Ratti, che completò il percorso in 4h41'25", precedendo il connazionale Danilo Di Luca e lo svizzero Laurent Dufaux.
Sul traguardo di Varese 86 ciclisti, sui 173 partiti da Campione d'Italia, portarono a termine la competizione.

## Ordine d'arrivo (Top 10)
| Pos. | Corridore          | Squadra                  | Tempo    |
| ---- | ------------------ | ------------------------ | -------- |
| 1    | Eddy Ratti         | Mapei-Quick Step         | 4h41'25" |
| 2    | Danilo Di Luca     | Saeco-Longoni Sport      | a 9"     |
| 3    | Laurent Dufaux     | Alessio-Bianchi          | s.t.     |
| 4    | Massimiliano Mori  | Mercatone Uno            | s.t.     |
| 5    | Fortunato Baliani  | Colombia-Selle Italia    | s.t.     |
| 6    | Davide Rebellin    | Team Gerolsteiner        | s.t.     |
| 7    | Giuseppe Di Grande | Alexia Alluminio         | s.t.     |
| 8    | Paolo Lanfranchi   | Ceramiche Panaria-Fiordo | s.t.     |
| 9    | Ivan Basso         | Fassa Bortolo            | s.t.     |
| 10   | Jaroslav Popovyč   | Landbouwkrediet-Colnago  | a 22"    |